# 조명기술자
조명기술자 또는 전기조명기술자는 무대 및 위치 세트를 설치하고 예술 및 엔터테인먼트 장소(극장 또는 라이브 음악 장소) 또는 비디오, TV 또는 영화 제작을 위한 인공 전등을 제어하는 일에 관여한다.
연극 제작에서 조명 기술자는 조명 디자이너와 전기 기술자 밑에서 일한다. 비디오, TV, 영화 제작에서 조명 기술자는 촬영 감독의 지시를 받은 감독 또는 수석 조명 기술자의 지시에 따라 작업한다. 라이브 음악에서는 조명 기술자가 조명 감독 밑에서 일한다. 모든 부서장은 생산 관리자에게 보고한다.
조명 기술자는 빛과 그림자 또는 대비, 피사계 심도 또는 시각 효과의 분리를 위해 다양한 조명 장비의 이동 및 설정을 담당한다. 조명 기술자는 또한 전기 케이블, 와이어 고정물을 배치하고, 색상 효과 또는 이미지 패턴을 설치하고, 조명에 초점을 맞추고, 효과 또는 프로그래밍 시퀀스 생성을 지원할 수 있다.
IATSE(International Alliance of Threatrical Stage Employees) 헐리우드 지부 지역 #728과 같은 일부 지역 조합은 엔터테인먼트 기술자 인증 프로그램(ETCP)을 통해 ESTA(Entertainment Stage Technologies Association)를 통해 인증 및 인정을 통해 자격을 갖춘 회원이 되었다. 이제 기본 스킬은 표준화되어 있으며, 이 프로그램을 통해 세트와 무대가 더욱 안전해졌다.